# Gonna Buy Me a Dog
«Gonna Buy Me a Dog» — песня американской поп-рок-группы The Monkees, заключительная композиция их дебютного одноимённого альбома. Авторство песни принадлежит дуэту композиторов Томми Бойса и Бобби Харта. Песня была спета Микки Доленцем и, отчасти, Дэви Джонсом.
Песня была выпущена на стороне Б сингла «(Theme From) The Monkees» в Мексике и Венесуэле, при этом в Мексике она поднялась на третью строчку в музыкальном чарте.
В песне поётся о молодом человеке, собирающемся завести себе питомца после расставания с девушкой, чтобы перестать чувствовать одиночество. Для своего времени песня была достаточно необычной и экспериментальной, с включением мелодекламации, звуков лая, храпа, а также смеха и импровизированных комментариев. Существует предположение, что во время записи вокала Микки Доленца Дэви Джонс решил симпровизировать и также поучаствовать в записи, что говорит о том, насколько непринуждённой была атмосфера на студийных сессиях, а также демонстрирует их комедийные таланты.

## Участники записи
- Микки Доленц (англ. Micky Dolenz) — вокал
- Дэви Джонс (англ. Davy Jones) — вокал
- Уэйн Эрвин (англ. Wayne Erwin) — гитара
- Джерри МакГи (англ. Gerry McGee) — гитара
- Луи Шелтон (англ. Louie Shelton) — гитара
- Бобби Харт (англ. Bobby Hart) — орган
- Ларри Тейлор  — бас-гитара
- Билли Льюис (англ. Billy Lewis) — ударные